# Licor de Singeverga

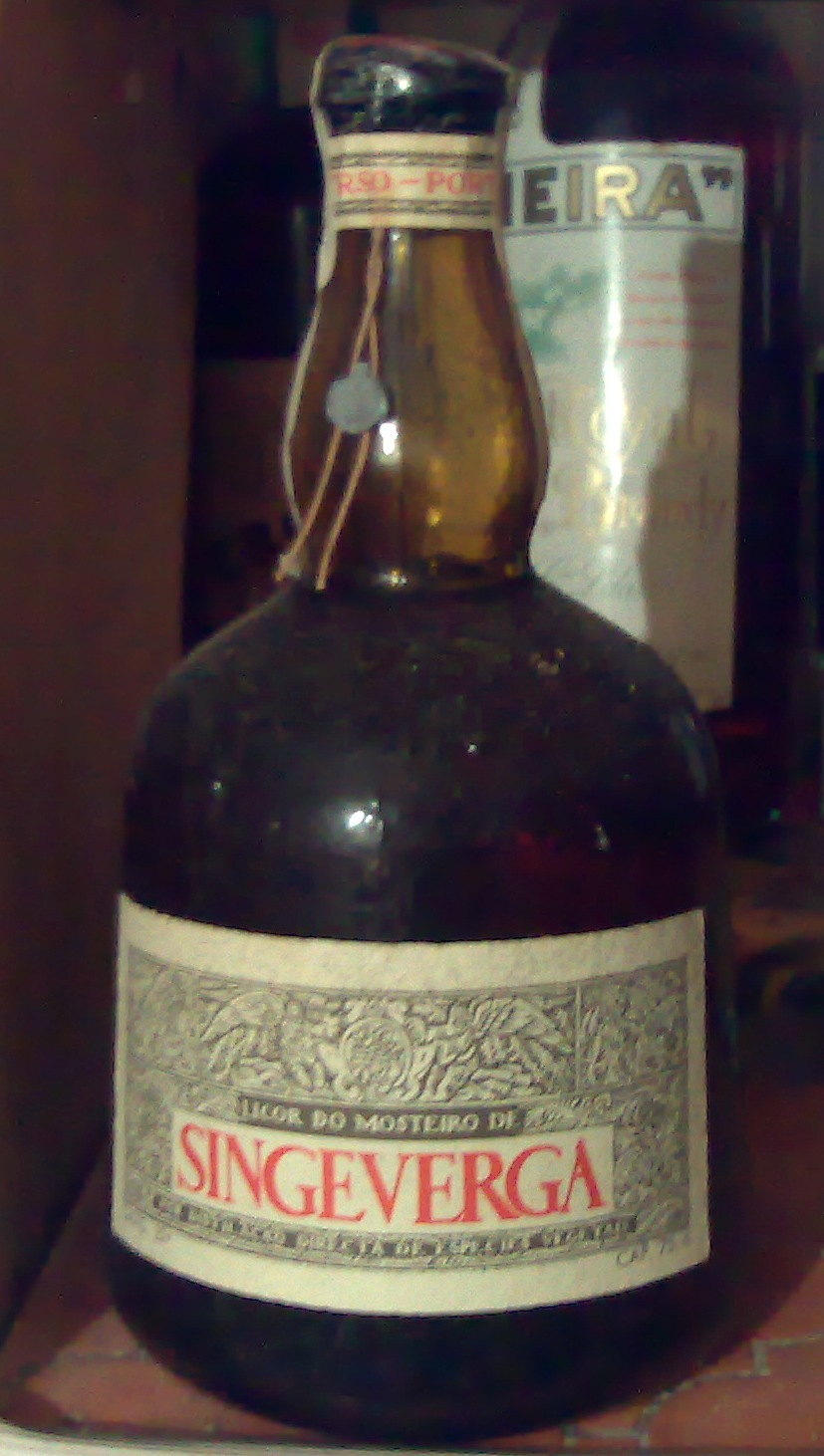
Licor de Singeverga

O licor de Singeverga, licor do mosteiro de Singeverga ou ainda simplesmente Singeverga é um licor artesanal preparado pelos monges beneditinos do Mosteiro de Singeverga, em Portugal. É o único licor português exclusivamente monástico, preparado na sua totalidade pelos monges do Mosteiro de Singeverga.
A sua preparação envolve a destilação directa de diversas especiarias e numerosas plantas aromáticas, com alegadas propriedades terapêuticas e balsâmicas, segundo uma fórmula antiga, fruto de prolongadas e pacientes experiências. O rótulo da garrafa foi concebido cerca de 1944 pelo artista húngaro Attila Mendly de Vétyemy, na sequência das suas estadias em Singeverga durante a década de 1940.